# Virginia de' Medici
Virginia de' Medici (n. 29 mai 1568, Florența, Ducatul Florenței⁠(d) – d. 15 ianuarie 1615, Modena, Italia) a fost fiica lui Cosimo I de' Medici, Mare Duce de Toscana și a Cammilei Martelli. A fost Ducesă de Modena și Reggio prin căsătoria sa cu Cesare d'Este, Duce de Modena.

## Biografie
Virginia s-a născut la doi ani după ce părinții săi s-au căsătorit. Ea a fost promisă lui Francesco Sforza di Santa Fiora însă Cosimo s-a răzgândit și l-a ales pe Cesare d'Este. 
Pe 6 februarie 1586, Virginia s-a măritat cu Cesare d'Este, Duce de Modena, fiul lui Alfonso d'Este, Signor de Montecchino și a Guliei Rovere. 
Virginia a murit pe 15 ianuarie 1615; se crede că a murit otravită de către soțul ei.

## Copiii
- Giulia d'Este (1588–1645); a murit nemăritată.
- Alfonso III d'Este, Duce de Modena (1591–1644), Duce de Modena din 1628; s-a căsătorit cu Prințesa Isabella de Savoia.
- Laura d'Este (1594–1630;) s-a căsătorit cu Alessandro I Pico, Duce de Mirandola
- Luigi d'Este, Signore de Montecchio și Scandiano (1593/1594–1664)
- Caterina d'Este (1595–1618); a murit nemăritată.
- Ippolito d'Este (1599–1647); a murit nemăritată.
- Niccolo d'Este (1601–1640); s-a căsătorit cu Sveva d'Avalos, nu au avut copiii.
- Borso d'Este (1605–1657); s-a căsătorit cu Ippolita d'Este (fiica fratelui său Luigi)
- Foresto d'Este (1606–1639/1640)
- Angela Caterina d'Este (m 1651); a murit nemăritată, a fost călugăriță.

1. ↑  Dictionary of Women Worldwide[*] Verificați valoarea |titlelink= (ajutor)